# Noertrange
Noertrange (en luxemburguès: Näertreg; en alemany: Nörtringen) és una vila de la comuna de Winseler, situada al districte de Diekirch del cantó de Wiltz. Està a uns 44 km de distància de la ciutat de Luxemburg.